# Volby do Evropského parlamentu v Německu 2014
Volby do Evropského parlamentu se konaly 25. května 2014. Kvůli Lisabonské smlouvě Německo mělo o 3 europoslance méně než volby předtím, kdy mělo 99 poslanců. Volby vyhrála CDU, druhá skončila SPD a třetí Zelení. Afd, která kandidovala poprvé, získala 7 křesel. V květnu 2013 se vládní strany dohodly na hranici 3 procent. Nakonec byla soudem tato hranice určena jako protiústavní.

## Účást
Volební účast byla 48,1%. 
| Možní voliči | Lidé, kteří se zúčastnili voleb | Platné hlasy       | Neplatné hlasy |
| ------------ | ------------------------------- | ------------------ | -------------- |
| 61 998 824   | 29 843 798 (48,1%)              | 29 355 092 (98,4%) | 488 706 (1,6%) |

## Výsledky
Volby byly úspěch pro Afd. Byly to první volby do Evropského parlamentu, kam AfD kandidovala.
| Strana           | Počet hlasů | Procentuální přepočet | Mandátů | Frakce     |
| ---------------- | ----------- | --------------------- | ------- | ---------- |
| CDU              | 8.812.653   | 30                    | 29      | EPP        |
| SPD              | 8.003.628   | 27,3                  | 27      | S&D        |
| GRÜNE            | 3.139.274   | 10,7                  | 11      | Zelení/ESA |
| DIE LINKE        | 2.168.455   | 7,4                   | 7       | The Left   |
| AfD              | 2.070.014   | 7,1                   | 7       | ECR        |
| CSU              | 1.567.448   | 5,3                   | 5       | EPP        |
| FDP              | 986.841     | 3,4                   | 3       | ALDE       |
| FREIE WÄHLER     | 428.800     | 1,5                   | 1       | ALDE       |
| PIRATEN          | 425.044     | 1,4                   | 1       | Zelení/ESA |
| Tierschutzpartei | 366.598     | 1,2                   | 1       | The Left   |
| NPD              | 301.139     | 1                     | 1       | bez frakce |
| FAMILIE          | 202.803     | 0,7                   | 1       | ECR        |
| ÖDP              | 185.244     | 0,6                   | 1       | Zelení/ESA |
| Die PARTEI       | 184.709     | 0,6                   | 1       | bez frakce |
| REP              | 109.757     | 0,4                   | -       | -          |
| Volksabstimmung  | 88.535      | 0,3                   | -       | -          |
| PBC              | 55.336      | 0,2                   | -       | -          |
| BP               | 62.438      | 0,2                   | -       | -          |
| AUF              | 50.953      | 0,2                   | -       | -          |
| PRO NRW          | 52.649      | 0,2                   | -       | -          |
| CM               | 30.136      | 0,1                   | -       | -          |
| DKP              | 25.147      | 0,1                   | -       | -          |
| MLPD             | 18.198      | 0,1                   | -       | -          |
| BüSo             | 10.369      | 0                     | -       | -          |
| PSG              | 8.924       | 0                     | -       | -          |